# Sonatane Takulua

a Compétitions nationales et continentales officielles uniquement.

b Matchs officiels uniquement.
Dernière mise à jour le 5 août 2024.
Sonatane Takulua, né le 11 janvier 1991 à Lapaha (Tonga), est un joueur de rugby à XV international tongien évoluant au poste de demi de mêlée. Il mesure 1,76 m pour 95 kg.

## Carrière

### En club
Sonatane Takulua est né aux Tonga, puis émigre en Nouvelle-Zélande avec sa famille alors qu'il est âgé de onze ans.
Il fait ses débuts professionnels en 2012 avec la province de Northland en National Provincial Championship (championnat des provinces néo-zélandaises). Il y évolue pendant trois saisons (2012-2015), il dispute 24 matchs pour 6 essais inscrits.
À la suite de ses bonnes premières performances, il est sélectionné pour rejoindre le groupe élargi de la franchise des Blues en Super Rugby pour la saison 2014. Cependant, il ne dispute pas le moindre match, étant notamment barré par le All Black Piri Weepu.
En février 2015, il rejoint le club anglais des Newcastle Falcons en Premiership. En septembre 2017, il prolonge son engagement avec le club anglais pour quatre années supplémentaires.
En février 2020, alors que Newcastle évolue en Championship (deuxième division) depuis le début de la saison, il est libéré de son contrat à effet immédiat et rejoint le Rugby club toulonnais. Il signe un contrat portant jusqu'en 2022 avec le club varois.
Lors de sa troisième saison avec Toulon, alors qu'il est en manque de temps de jeu, il décide de quitter le club en février 2022 pour rejoindre immédiatement le SU Agen en Pro D2 pour un contrat de joker médical, auquel s'ajoute un contrat de deux saisons,.
En 2024, il quitte le SUA, et après avoir envisagé une fin de carrière, il s'engage finalement pour deux saisons avec le SO Chambéry en Nationale,.

### En équipe nationale
Sonatane Takulua joue dans un premier temps avec la sélection tongienne à sept, avec qui il dispute la Coupe du monde 2013,.
Il obtient sa première cape internationale avec l'équipe des Tonga à XV le 7 juin 2014 à l'occasion d'un match contre l'équipe des Samoa à Apia,.
Il fait partie du groupe tongien sélectionné pour participer à la Coupe du monde 2015 en Angleterre. Il dispute quatre matchs contre la Géorgie, Namibie, l'Argentine et la Nouvelle-Zélande.
En 2019, il est retenu dans le groupe tongien pour disputer la Coupe du monde au Japon. Il dispute quatre matchs dans cette compétition, contre l'Angleterre, l'Argentine, la France et les États-Unis.
En juin 2023, il est sélectionné au sein du groupe tongien retenu pour préparer la Coupe du monde 2023 en France. Il est ensuite retenu au sein du groupe définitif pour le Mondial français le 21 août 2023. Devancé par l'ancien All Black Augustine Pulu, il n'est titulaire qu'une seule fois lors des quatre matchs qu'il dispute,.

## Palmarès

### En club
- Vainqueur du RFU Championship en 2020 avec les Newcastle Falcons.
- Finaliste du Challenge européen en 2020 avec le RC Toulon.

## Statistiques internationales
- 57 sélections (dont 46 titularisations).
- 273 points (16 essais, 35 pénalités, 44 transformations).
- Sélections par année : 5 en 2014, 9 en 2015, 6 en 2016, 5 en 2017, 5 en 2018, 8 en 2019, 7 en 2021, 3 en 2022, 9 en 2023.

- Participation à la Coupe du monde en 2015 (4 matchs), 2019 (4 matchs) et 2023 (4 matchs).